# Gerhard Mayer
Gerhard Mayer (Vienna, 20 maggio 1980) è un discobolo austriaco.

## Palmarès
| Anno | Manifestazione           | Sede       | Evento           | Risultato | Prestazione | Note |
| ---- | ------------------------ | ---------- | ---------------- | --------- | ----------- | ---- |
| 1999 | Europei U20              | Riga       | Lancio del disco | 6º        | 49,65 m     |      |
| 2002 | Mondiali militari        | Tivoli     | Lancio del disco | 7º        | 52,94 m     |      |
| 2003 | Giochi mondiali militari | Catania    | Lancio del disco | 8º        | 53,62 m     |      |
| 2005 | Universiadi              | Smirne     | Lancio del disco | 9º        | 58,29 m     |      |
| 2007 | Universiadi              | Bangkok    | Lancio del disco | Oro       | 61,55 m     |      |
| 2008 | Giochi olimpici          | Pechino    | Lancio del disco | 18º (q)   | 61,32 m     |      |
| 2009 | Mondiali                 | Berlino    | Lancio del disco | 8º        | 63,17 m     |      |
| 2010 | Europei                  | Barcellona | Lancio del disco | 15º (q)   | 60,76 m     |      |
| 2011 | Mondiali                 | Taegu      | Lancio del disco | 20º (q)   | 61,47 m     |      |
| 2012 | Europei                  | Helsinki   | Lancio del disco | 7º        | 62,85 m     |      |
| 2012 | Giochi olimpici          | Londra     | Lancio del disco | 24º (q)   | 60,81 m     |      |
| 2013 | Mondiali                 | Mosca      | Lancio del disco | 18º (q)   | 59,85 m     |      |
| 2014 | Europei                  | Zurigo     | Lancio del disco | 15º (q)   | 60,78 m     |      |
| 2015 | Mondiali                 | Pechino    | Lancio del disco | 30º (q)   | 57,73 m     |      |

## Altre competizioni internazionali
2013
- 9º in Coppa Europa invernale di lanci ( Castellón de la Plana), lancio del disco - 60,41 m
- 7º al Hallesche Halplus Werfertage ( Halle), lancio del disco - 61,64 m
- 4º al Memorial Primo Nebiolo ( Torino), lancio del disco - 59,24 m
- Argento agli Europei a squadre (Second League) ( Kaunas), lancio del disco - 59,58 m

2014
- 10º in Coppa Europa invernale di lanci ( Leiria), lancio del disco - 59,72 m
- Oro agli Europei a squadre (Second League) ( Riga), lancio del disco - 59,34 m